# トゥブ・アザルガヌウドFC
トゥブ・アザルガヌウドFC（英: Tuv Azarganuud Football Club、モンゴル語: Төв Азарганууд ФС）は、モンゴルのトゥブ県をホームとするサッカークラブである。
モンゴル・ナショナルプレミアリーグ所属。

## 歴史
- 2018年 クラブ設立[1]。
- 2019年 モンゴル・ファーストリーグ（英語版）参入、モンゴル・ファーストリーグ8位[2]。
- 2020年 モンゴル・ファーストリーグ4位[3]。
- 2021年 モンゴル・ファーストリーグ2位[4]。モンゴル・ナショナルプレミアリーグ昇格。
- 2021年-2022年 モンゴル・ナショナルプレミアリーグ5位[5]。
- 2022年-2023年 モンゴル・ナショナルプレミアリーグ5位[6]。
- 2023年-2024年 モンゴル・ナショナルプレミアリーグ5位[7]。

## 歴代所属選手
- 轡田葵左 2021-2022
- ノルジャモー・ツェデンバル（英語版） 2022-
- フレルバータリン・ツェンドアユシュ（英語版） 2022-
- ガントグトフ・ガントゥヤ（英語版） 2022
- バトモンヒーン・エルヘムバヤル（英語版） 2022-
- アルビンバト・メンドバヤル（英語版） 2022
- ナランボルド・ニャム＝オソル（英語版） 2022
- チョ・ヨンヒョン（朝鮮語版） 2022
- ツェデンバル・トゥメンジャルガル（英語版） 2022-
- バヤルツェンゲル・プレブドルジ（英語版） 2022-2023
- 菅澤孝也 2022-2023
- ウルジー＝オド・バータル（英語版） 2022-
- バルドルジ・ムンクボルド（英語版） 2022-